# 王奔镇
王奔镇，是中华人民共和国吉林省四平市双辽市下辖的一个乡镇级行政单位。

## 行政区划
王奔镇下辖以下地区：
王奔村、东岗村、高产村、长江村、团结村、三江村、捌家村、宏伟村、红星村、巨兴村、留久村、呈祥村、仕家村、光明村和宝山村。